# Vidal Ramos (Santa Catarina)
Vidal Ramos é um município brasileiro do Estado de Santa Catarina.

## História
Vidal Ramos recebeu status de município pela lei estadual nº 272 de 3 de dezembro de 1956, com território desmembrado de Brusque.

## Geografia
Localiza-se a uma latitude 27º23'31" sul e a uma longitude 49º21'21" oeste, estando a uma altitude de 370 metros. Sua população estimada em 2011 era de 6 287 habitantes.
Possui uma área de 343,81 km².

## Turismo
Vidal Ramos caracteriza-se pela arquitetura das casas, em estilo enxaimel, por suas inúmeras belezas naturais e por sediar a Doce Festa, realizada todo mês de maio e que coloca doces caseiros, biscoitos, geleias, compotas de frutas e outras delícias à disposição do visitante. A cidade tem diversas confeitarias, herança dos colonizadores alemães.
Também vale visitar o Centro Cultural e Ecológico, que abriga uma grande floresta nativa preservada.
A rede hoteleira da cidade ainda é tímida, mas há outras opções de hospedagem na cidade, além de restaurantes, campings e uma estrutura de comércio e serviços.

## Economia
A economia de Vidal Ramos é basicamente gerada pela produção agrícola de fumo, cebola e milho, entre outros.
A partir do ano de 2011, a economia da cidade cresceu muito devido a produção de cimento gerada pela unidade fabril da Votorantim Cimentos.
A unidade fabril da Votorantim na cidade tem capacidade de produção de 1,5 milhões de toneladas de cimento por ano.
O investimento total para implantação da unidade na cidade foi de R$270 milhões. Segundo a própria Votorantim Cimentos, foi implantada em Vidal Ramos a unidade de produção mais moderna do Brasil.